# Bahreins voetbalelftal (mannen)
Het Bahreins voetbalelftal is een team van voetballers dat Bahrein vertegenwoordigt bij internationale wedstrijden en competities.

## Geschiedenis
In 1966 speelde Bahrein zijn eerste interland in het kader van de Arab Nations Cup. Het speelde met 4-4 gelijk tegen Koeweit, de andere drie wedstrijden in het toernooi gingen verloren waaronder 10-1 nederlaag tegen Irak, tot op heden de grootste nederlaag ooit. In 1971 deed Bahein voor de eerste keer mee aan de voorrondes van de Azië Cup, het won alleen van Ceylon. In 1977 speelde Bahrein zijn eerste kwalificatie-wedstrijden voor het Wereldkampioenschap voetbal, het werd uitgeschakeld door Koeweit. In 1988 plaatste Bahrein zich voor de eerste keer voor de Azië Cup, met twee gelijke spelen en twee nederlagen was de eerste ronde het eindstation.
De jaren nul waren de hoogtijdagen van het Bahreinse voetbal, voor het WK van 2002 bereikte Bahrein voor de eerste keer de finale-ronde. Het team kwam tekort om voor de twee hoogste plaatsen te spelen, maar speelde een beslissende rol in de groep door op de laatste speeldag met 3-1 van Iran te winnen, waardoor Saoedi-Arabië zich plaatste voor het eindtoernooi. In 2004 plaatste Bahrein zich voor de eerste keer in zestien jaar voor de Azië Cup, te houden in China. In de eerste ronde van het toernooi toonde de ploeg veerkracht door in de eerste twee wedstrijden tegen China en Qatar vlak voor tijd de gelijkmaker te scoren. Door een 3-1 overwinning op Indonesië haalde het land de kwartfinales. De kwartfinale tegen Oezbekistan eindigde in een 2-2 gelijkspel, waarna Bahrein via strafschoppen de halve finale haalde. Spannend was ook de halve finale tegen Japan, in de blessure-tijd werd een 3-2 voorsprong weggegeven en in de verlengingen scoorde Keiji Tamada de "golden goal". De strijd om de derde plaats tegen Iran ging met 4-2 verloren,  A'ala Hubail werd gedeeld topscorer van  het toernooi met vijf doelpunten.
Voor het WK van 2006 werd opnieuw de finale-ronde gehaald, Japan en Iran waren veel te sterk om directe kwalificatie af te dwingen, maar een derde plaats boven Noord-Korea gaf toegang tot een  Play-Off ronde tegen Oezbekistan. In de uitwedstrijd gebeurde iets merkwaardigs, bij een 1-0 stand voor Oezbekistan benutte een Oezbekistaan een strafschop, maar de Japanse scheidsrechter keurde de strafschop af en gaf een vrije trap aan Bahrein. Na de wedstrijd, die in 1-0 eindigde diende Oezbekistan een klacht in en rekende op een reglementaire 3-0 overwinning. De FIFA erkende de technische fout van de scheidsrechter, maar besloot dat de wedstrijd overgespeeld moest worden. Deze wedstrijd eindigde in een 1-1 gelijkspel en na een doelpuntloos gelijkspel in Manama plaatste Bahrein zich voor de intercontinentale Play-Offs tegen Trinidad en Tobago. Een 1-1 gelijkspel in Port-Au-Spain verschafte het oliestaatje een goede uitgangspositie voor de Eindronde in Duitsland, maar de thuiswedstrijd ging met 1-0 verloren door een doelpunt van Dennis Lawrence.
Een zelfde scenario speelde zich af in de race om een WK-ticket voor 2010, in de finale-poule waren Australië en Japan veels te sterk, maar door een 1-0 overwinning op Oezbekistan werd de derde plaats in de groep veilig gesteld. In de eerste Play-Off ronde, nu tegen Saoedi-Arabië was er opnieuw een miraculeuze ontsnapping. Na een doelpuntloos gelijkspel in Bahrein stond het in de return 1-1 na 90 minuten, maar in de blessuretijd leken de Saudi's het winnende doelpunt te scoren. Echter een doelpunt van Ismail Abdullatif in de laatste seconde zorgde voor kwalificatie voor de beslissende intercontinentale Play-Off, nu tegen Nieuw-Zeeland. Na een 0-0 gelijkspel in de thuiswedstrijd was er opnieuw dramatiek in Wellington, bij een 1-0 achterstand miste Sayed Mohamed Adnan een strafschop, waardoor Bahrein opnieuw een WK-eindronde miste.
Voor kwalificatie voor het WK van 2014 waren de uitzichten om voor de vierde achtereenvolgende keer de finale-ronde te halen slecht, voor de laatste speeldag had Bahrein drie punten achterstand op Qatar en het verschil in doelsaldo was groot (+5 voor Qatar, -4 voor Bahrein). Bahrein boekte een monsterzege tegen Indonesië (10-0), maar omdat Qatar vlak voor tijd de gelijkmaker gescoorde in Iran was Bahrein alsnog uitgeschakeld. In 2007, 2011 en 2015 plaatste Bahrein zich voor de Azië-Cup, maar het kwam niet verder dan de eerste ronde. Het kwalificatie-toernooi voor het WK van 2018 was helemaal geen succes, het eindigde in zijn groep op de vierde plaats achter Oezbekistan, Noord-Korea en de Filipijnen.

## Overzicht resultaten op internationale toernooien

### Wereldkampioenschap
| 1978 | Niet gekwalificeerd | Niet gekwalificeerd | Niet gekwalificeerd | Niet gekwalificeerd | Niet gekwalificeerd | Niet gekwalificeerd | Niet gekwalificeerd |                     |
| 1982 | Niet gekwalificeerd | Niet gekwalificeerd | Niet gekwalificeerd | Niet gekwalificeerd | Niet gekwalificeerd | Niet gekwalificeerd | Niet gekwalificeerd |                     |
| 1986 | Niet gekwalificeerd | Niet gekwalificeerd | Niet gekwalificeerd | Niet gekwalificeerd | Niet gekwalificeerd | Niet gekwalificeerd | Niet gekwalificeerd |                     |
| 1990 | Teruggetrokken      | Teruggetrokken      | Teruggetrokken      | Teruggetrokken      | Teruggetrokken      | Teruggetrokken      | Teruggetrokken      |                     |
| 1994 | Niet gekwalificeerd | Niet gekwalificeerd | Niet gekwalificeerd | Niet gekwalificeerd | Niet gekwalificeerd | Niet gekwalificeerd | Niet gekwalificeerd |                     |
| 1998 | Niet gekwalificeerd | Niet gekwalificeerd | Niet gekwalificeerd | Niet gekwalificeerd | Niet gekwalificeerd | Niet gekwalificeerd | Niet gekwalificeerd |                     |
| 2002 | Niet gekwalificeerd | Niet gekwalificeerd | Niet gekwalificeerd | Niet gekwalificeerd | Niet gekwalificeerd | Niet gekwalificeerd | Niet gekwalificeerd |                     |
| 2006 | Niet gekwalificeerd | Niet gekwalificeerd | Niet gekwalificeerd | Niet gekwalificeerd | Niet gekwalificeerd | Niet gekwalificeerd | Niet gekwalificeerd |                     |
| 2010 | Niet gekwalificeerd | Niet gekwalificeerd | Niet gekwalificeerd | Niet gekwalificeerd | Niet gekwalificeerd | Niet gekwalificeerd | Niet gekwalificeerd |                     |
| 2014 | Niet gekwalificeerd | Niet gekwalificeerd | Niet gekwalificeerd | Niet gekwalificeerd | Niet gekwalificeerd | Niet gekwalificeerd | Niet gekwalificeerd |                     |
| 2018 | Niet gekwalificeerd | Niet gekwalificeerd | Niet gekwalificeerd | Niet gekwalificeerd | Niet gekwalificeerd | Niet gekwalificeerd | Niet gekwalificeerd |                     |
| 2022 | Niet gekwalificeerd | Niet gekwalificeerd | Niet gekwalificeerd | Niet gekwalificeerd | Niet gekwalificeerd | Niet gekwalificeerd | Niet gekwalificeerd | Niet gekwalificeerd |
| 2026 | Niet gekwalificeerd | Niet gekwalificeerd | Niet gekwalificeerd | Niet gekwalificeerd | Niet gekwalificeerd | Niet gekwalificeerd | Niet gekwalificeerd | Niet gekwalificeerd |

### Aziatisch kampioenschap
| Aziatisch kampioenschap voetbal overzicht | Aziatisch kampioenschap voetbal overzicht | Aziatisch kampioenschap voetbal overzicht | Aziatisch kampioenschap voetbal overzicht | Aziatisch kampioenschap voetbal overzicht | Aziatisch kampioenschap voetbal overzicht | Aziatisch kampioenschap voetbal overzicht | Aziatisch kampioenschap voetbal overzicht | Aziatisch kampioenschap voetbal overzicht |
| Jaar                                      | Ronde                                     | Wed.                                      | W                                         | G                                         | V                                         | DV                                        | DT                                        | Kwal                                      |
| ----------------------------------------- | ----------------------------------------- | ----------------------------------------- | ----------------------------------------- | ----------------------------------------- | ----------------------------------------- | ----------------------------------------- | ----------------------------------------- | ----------------------------------------- |
| 1972                                      | Niet gekwalificeerd                       | Niet gekwalificeerd                       | Niet gekwalificeerd                       | Niet gekwalificeerd                       | Niet gekwalificeerd                       | Niet gekwalificeerd                       | Niet gekwalificeerd                       | Niet gekwalificeerd                       |
| 1976                                      | Teruggetrokken                            | Teruggetrokken                            | Teruggetrokken                            | Teruggetrokken                            | Teruggetrokken                            | Teruggetrokken                            | Teruggetrokken                            | Teruggetrokken                            |
| 1980                                      | Teruggetrokken                            | Teruggetrokken                            | Teruggetrokken                            | Teruggetrokken                            | Teruggetrokken                            | Teruggetrokken                            | Teruggetrokken                            | Teruggetrokken                            |
| 1984                                      | Teruggetrokken                            | Teruggetrokken                            | Teruggetrokken                            | Teruggetrokken                            | Teruggetrokken                            | Teruggetrokken                            | Teruggetrokken                            | Teruggetrokken                            |
| 1988                                      | Groepsfase                                | 4                                         | 0                                         | 2                                         | 2                                         | 1                                         | 3                                         | (Kwal.)                                   |
| 1992                                      | Niet gekwalificeerd                       | Niet gekwalificeerd                       | Niet gekwalificeerd                       | Niet gekwalificeerd                       | Niet gekwalificeerd                       | Niet gekwalificeerd                       | Niet gekwalificeerd                       | Niet gekwalificeerd                       |
| 1996                                      | Teruggetrokken                            | Teruggetrokken                            | Teruggetrokken                            | Teruggetrokken                            | Teruggetrokken                            | Teruggetrokken                            | Teruggetrokken                            | Teruggetrokken                            |
| 2000                                      | Niet gekwalificeerd                       | Niet gekwalificeerd                       | Niet gekwalificeerd                       | Niet gekwalificeerd                       | Niet gekwalificeerd                       | Niet gekwalificeerd                       | Niet gekwalificeerd                       | Niet gekwalificeerd                       |
| 2004                                      | Vierde                                    | 6                                         | 1                                         | 3                                         | 2                                         | 13                                        | 14                                        | (Kwal.)                                   |
| 2007                                      | Groepsfase                                | 3                                         | 1                                         | 0                                         | 2                                         | 3                                         | 7                                         | (Kwal.)                                   |
| 2011                                      | Groepsfase                                | 3                                         | 1                                         | 0                                         | 2                                         | 6                                         | 5                                         | (Kwal.)                                   |
| 2015                                      | Groepsfase                                | 3                                         | 1                                         | 0                                         | 2                                         | 3                                         | 5                                         | (Kwal.)                                   |
| 2019                                      | Achtste finale                            | 4                                         | 1                                         | 1                                         | 2                                         | 3                                         | 4                                         | (Kwal)                                    |
| 2023                                      | Achtste finale                            | 4                                         | 2                                         | 0                                         | 2                                         | 4                                         | 6                                         | (Kwal.)                                   |

### West-Aziatisch kampioenschap
| West-Azië Cup overzicht | West-Azië Cup overzicht | West-Azië Cup overzicht | West-Azië Cup overzicht | West-Azië Cup overzicht | West-Azië Cup overzicht | West-Azië Cup overzicht | West-Azië Cup overzicht | West-Azië Cup overzicht |
| Jaar                    | Ronde                   | Wed.                    | W                       | G                       | V                       | DV                      | DT                      |                         |
| ----------------------- | ----------------------- | ----------------------- | ----------------------- | ----------------------- | ----------------------- | ----------------------- | ----------------------- | ----------------------- |
| 2010                    | Groepsfase              | 2                       | 1                       | 0                       | 1                       | 2                       | 3                       |                         |
| 2012                    | Vierde                  | 5                       | 2                       | 2                       | 1                       | 3                       | 2                       |                         |
| 2014                    | Derde                   | 4                       | 0                       | 3                       | 1                       | 0                       | 1                       |                         |
| 2019                    | Kampioen                | 4                       | 3                       | 1                       | 0                       | 3                       | 0                       |                         |

### Golf Cup of Nations
| Golf Cup of Nations overzicht | Golf Cup of Nations overzicht | Golf Cup of Nations overzicht | Golf Cup of Nations overzicht | Golf Cup of Nations overzicht | Golf Cup of Nations overzicht | Golf Cup of Nations overzicht | Golf Cup of Nations overzicht | Golf Cup of Nations overzicht |
| Jaar                          | Ronde                         | Wed.                          | W                             | G                             | V                             | DV                            | DT                            |                               |
| ----------------------------- | ----------------------------- | ----------------------------- | ----------------------------- | ----------------------------- | ----------------------------- | ----------------------------- | ----------------------------- | ----------------------------- |
| 1970                          | Tweede                        | 3                             | 1                             | 1                             | 1                             | 3                             | 4                             |                               |
| 1972                          | Gediskwalificeerd             | -                             | -                             | -                             | -                             | -                             | -                             |                               |
| 1974                          | Groepsfase                    | 2                             | 0                             | 0                             | 2                             | 1                             | 8                             |                               |
| 1976                          | Vierde                        | 6                             | 3                             | 0                             | 3                             | 9                             | 15                            |                               |
| 1979                          | Vierde                        | 6                             | 2                             | 2                             | 2                             | 8                             | 9                             |                               |
| 1982                          | Tweede                        | 5                             | 3                             | 1                             | 1                             | 10                            | 7                             |                               |
| 1984                          | Vijfde                        | 6                             | 1                             | 2                             | 3                             | 3                             | 6                             |                               |
| 1986                          | Vijfde                        | 6                             | 1                             | 4                             | 1                             | 4                             | 5                             |                               |
| 1988                          | Vierde                        | 6                             | 3                             | 0                             | 3                             | 4                             | 4                             |                               |
| 1990                          | Derde                         | 4                             | 1                             | 2                             | 1                             | 1                             | 1                             |                               |
| 1992                          | Tweede                        | 5                             | 3                             | 0                             | 2                             | 6                             | 4                             |                               |
| 1994                          | Derde                         | 5                             | 1                             | 3                             | 1                             | 5                             | 6                             |                               |
| 1996                          | Vijfde                        | 5                             | 0                             | 2                             | 3                             | 4                             | 8                             |                               |
| 1998                          | Vijfde                        | 5                             | 0                             | 3                             | 2                             | 3                             | 6                             |                               |
| 2002                          | Vierde                        | 5                             | 2                             | 2                             | 1                             | 10                            | 6                             |                               |
| 2003                          | Tweede                        | 6                             | 4                             | 1                             | 1                             | 13                            | 3                             |                               |
| 2004                          | Derde                         | 5                             | 2                             | 2                             | 1                             | 10                            | 6                             |                               |
| 2007                          | Halve finale                  | 4                             | 1                             | 1                             | 2                             | 4                             | 5                             |                               |
| 2009                          | Groepsfase                    | 3                             | 1                             | 0                             | 2                             | 3                             | 4                             |                               |
| 2010                          | Groepsfase                    | 3                             | 0                             | 1                             | 2                             | 4                             | 7                             |                               |
| 2013                          | Vierde                        | 5                             | 1                             | 1                             | 3                             | 4                             | 9                             |                               |
| 2014                          | Groepsfase                    | 3                             | 0                             | 2                             | 1                             | 0                             | 3                             |                               |
| 2017                          | Halve finale                  | 4                             | 1                             | 2                             | 1                             | 3                             | 3                             |                               |
| 2019                          | Winnaar                       | 5                             | 2                             | 2                             | 1                             | 7                             | 4                             |                               |
| 2023                          | Halve finale                  | 4                             | 2                             | 1                             | 1                             | 5                             | 4                             |                               |

### Arab Cup
| Arab Nations Cup overzicht | Arab Nations Cup overzicht | Arab Nations Cup overzicht | Arab Nations Cup overzicht | Arab Nations Cup overzicht | Arab Nations Cup overzicht | Arab Nations Cup overzicht | Arab Nations Cup overzicht | Arab Nations Cup overzicht |
| Jaar                       | Ronde                      | Wed.                       | W                          | G                          | V                          | DV                         | DT                         |                            |
| -------------------------- | -------------------------- | -------------------------- | -------------------------- | -------------------------- | -------------------------- | -------------------------- | -------------------------- | -------------------------- |
| 1966                       | Groepsfase                 | 4                          | 0                          | 1                          | 3                          | 7                          | 22                         |                            |
| 1985                       | Tweede                     | 4                          | 1                          | 2                          | 1                          | 4                          | 3                          |                            |
| 1988                       | Groepsfase                 | 4                          | 0                          | 3                          | 1                          | 2                          | 3                          |                            |
| 1992                       | Geen deelname              | Geen deelname              | Geen deelname              | Geen deelname              | Geen deelname              | Geen deelname              | Geen deelname              |                            |
| 1998                       | Geen deelname              | Geen deelname              | Geen deelname              | Geen deelname              | Geen deelname              | Geen deelname              | Geen deelname              |                            |
| 2002                       | Tweede                     | 6                          | 3                          | 1                          | 2                          | 8                          | 5                          |                            |
| 2012                       | Groepsfase                 | 3                          | 0                          | 0                          | 3                          | 1                          | 8                          |                            |
| FIFA Arab Cup overzicht    |                            |                            |                            |                            |                            |                            |                            |                            |
| 2021                       | Groepsfase                 | 3                          | 0                          | 1                          | 2                          | 0                          | 4                          |                            |

1. ↑  Bahrein deed eerst ook mee aan het toernooi maar omdat zij uit protest van het veld waren gelopen in de wedstrijd tegen Saoedi-Arabië werden zij uit het toernooi gezet en de resultaten telden niet mee.

## FIFA-wereldranglijst[8]
| 1993 | 1994 | 1995 | 1996 | 1997 | 1998 | 1999 | 2000 | 2001 | 2002 | 2003 | 2004 | 2005 | 2006 | 2007 | 2008 | 2009 | 2010 | 2011 | 2012 | 2013 | 2014 | 2015 | 2016 | 2017 | 2018 |
| ---- | ---- | ---- | ---- | ---- | ---- | ---- | ---- | ---- | ---- | ---- | ---- | ---- | ---- | ---- | ---- | ---- | ---- | ---- | ---- | ---- | ---- | ---- | ---- | ---- | ---- |
| 78   | 73   | 99   | 118  | 121  | 119  | 136  | 138  | 110  | 105  | 64   | 49   | 52   | 97   | 102  | 80   | 60   | 93   | 101  | 119  | 110  | 122  | 124  | 123  | 115  | 113  |

BFA · A-internationals · Bondscoaches · Statistieken · Bahreins vrouwenelftal · Bahrein U21 · Bahrein U20 · Bahrein U19 · Bahrein U18 · Bahrein U17
1966 – 1979 · 
1980 – 1989 · 
1990 – 1999 · 
2000 – 2009 · 
2010 – 2019 ·
2020 − 2029
Asian Cup 2004 · 
Asian Cup 2007 · 
Asian Cup 2011
1966 · 
1967 · 1968 · 1969 · 
1970 · 
1971 · 
1972 · 
1973 · 
1974 · 
1975 · 
1976 · 
1977 · 
1978 · 
1979 · 
1980 · 
1981 · 
1982 · 
1983 · 
1984 · 
1985 · 
1986 · 
1987 · 
1988 · 
1989 · 
1990 · 
1991 · 
1992 · 
1993 · 
1994 · 
1995 · 
1996 · 
1997 · 
1998 · 
1999 · 
2000 · 
2001 · 
2002 · 
2003 · 
2004 · 
2005 · 
2006 · 
2007 · 
2008 · 
2009 · 
2010 · 
2011 · 
2012 ·
2013 ·
2014 ·
2015 ·
2016 ·
2017 ·
2018 ·
2019 ·
2020 ·
2021 ·
2022 ·
2023 ·
2024
Albanië ·
Algerije ·
Angola ·
Australië ·
Azerbeidzjan ·
Bangladesh ·
Bosnië en Herzegovina ·
Bukina Faso ·
Burundi ·
Cambodja ·
Canada ·
China ·
Colombia ·
Congo-Kinshasa ·
Curaçao ·
Egypte ·
Filipijnen ·
Finland ·
Guinee ·
Haïti ·
Hongkong ·
IJsland ·
India ·
Indonesië ·
Irak ·
Iran ·
Japan ·
Jemen ·
Jordanië ·
Kaapverdië ·
Kazachstan ·
Kenia ·
Kirgizië ·
Koeweit ·
Letland ·
Libanon ·
Libië ·
Malediven ·
Maleisië ·
Marokko ·
Mauritanië ·
Myanmar ·
Nepal ·
Nieuw-Zeeland ·
Noord-Korea ·
Noord-Macedonië ·
Noorwegen ·
Oeganda ·
Oekraïne ·
Oezbekistan ·
Oman ·
Pakistan ·
Palestina ·
Panama ·
Paraguay ·
Qatar ·
Saoedi-Arabië ·
Servië ·
Singapore ·
Soedan ·
Sri Lanka ·
Syrië ·
Tadzjikistan ·
Taiwan ·
Thailand ·
Togo ·
Trinidad en Tobago ·
Tsjaad ·
Tunesië ·
Turkmenistan ·
Verenigde Arabische Emiraten ·
Vietnam ·
Wit-Rusland ·
Zimbabwe ·
Zuid-Jemen ·
Zuid-Korea ·
Zweden